# Turany
Turany (hongrois : Nagyturány) est une ville de Slovaquie situé dans la région de Žilina.

## Histoire
La première mention écrite du village date de 1341. Le 18 août 1944, elle est le lieu de la première action de la Première Brigade tchécoslovaque de partisans « Général Milan Rastislav Štefánik » avec l'occupation et l’expropriation de milliers de couronnes d’une scierie ainsi que l’exécution de son directeur allemand.
Depuis le 1er janvier 2016 Turany a le statut de ville.

## Démographie

### Évolution de la population
| Année:               | 1994. | 2004.   | 2014.   | 2024.   |
| -------------------- | ----- | ------- | ------- | ------- |
| Nombre de personnes: | 4630  | 4406    | 4332    | 4085    |
| Différence:          |       | -4,83 % | -1,67 % | -5,70 % |

| Année:               | 2023. | 2024.   |
| -------------------- | ----- | ------- |
| Nombre de personnes: | 4107  | 4085    |
| Différence:          |       | -0,53 % |